# کوه های پگاسوس

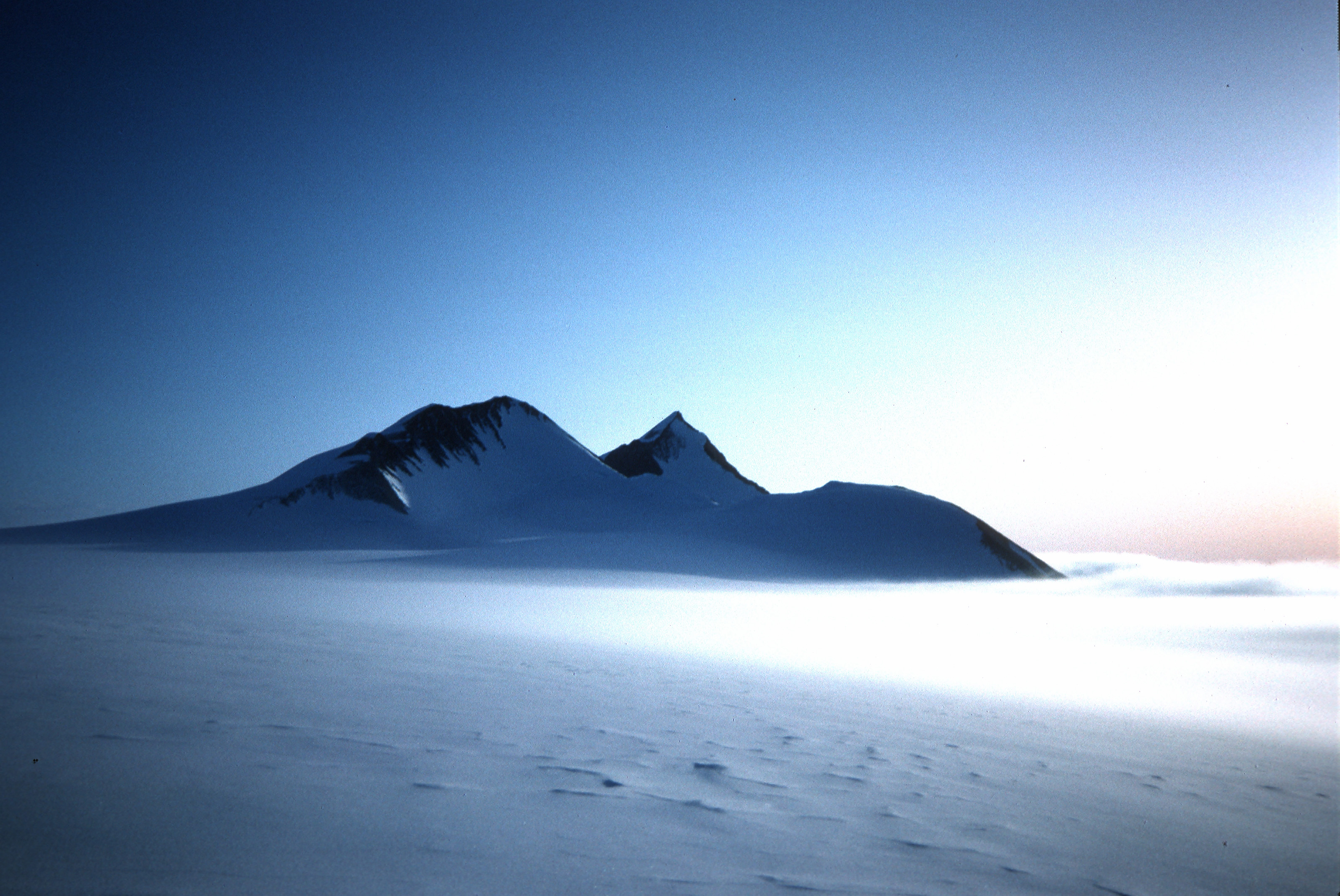
غروب کوه پگاسوس

کوه‌های پگاسوس (۷۱°۰′ جنوبی ۶۷°۱۲′ غربی / ۷۱٫۰۰۰°جنوبی ۶۷٫۲۰۰°غربی) حدود ۳۰ کیلومتر طول دارند و شامل خط الراس و قله‌هایی است که توسط دو گردنه از هم جدا شده‌اند. این کوه‌ها بین یخچال‌های برترام و رایدر و در شرقی‌ترین بخش صخره‌های گرنی پوینت در قطب جنوب قرار دارند.